# Cossé-en-Champagne
Cossé-en-Champagne település Franciaországban, Mayenne megyében. Lakosainak száma 307 fő (2022. január 1.). Cossé-en-Champagne Viré-en-Champagne, Bannes, Saulges, Avessé és Val-du-Maine községekkel határos.

## Népesség
A település népességének változása:
| Lakosok száma | 451  | 317  | 275  | 325  | 336  | 322  | 323  | 329  | 323  | 307  |
|               | 1968 | 1982 | 1990 | 2006 | 2013 | 2015 | 2017 | 2019 | 2020 | 2022 |